# Delphine Horvilleur

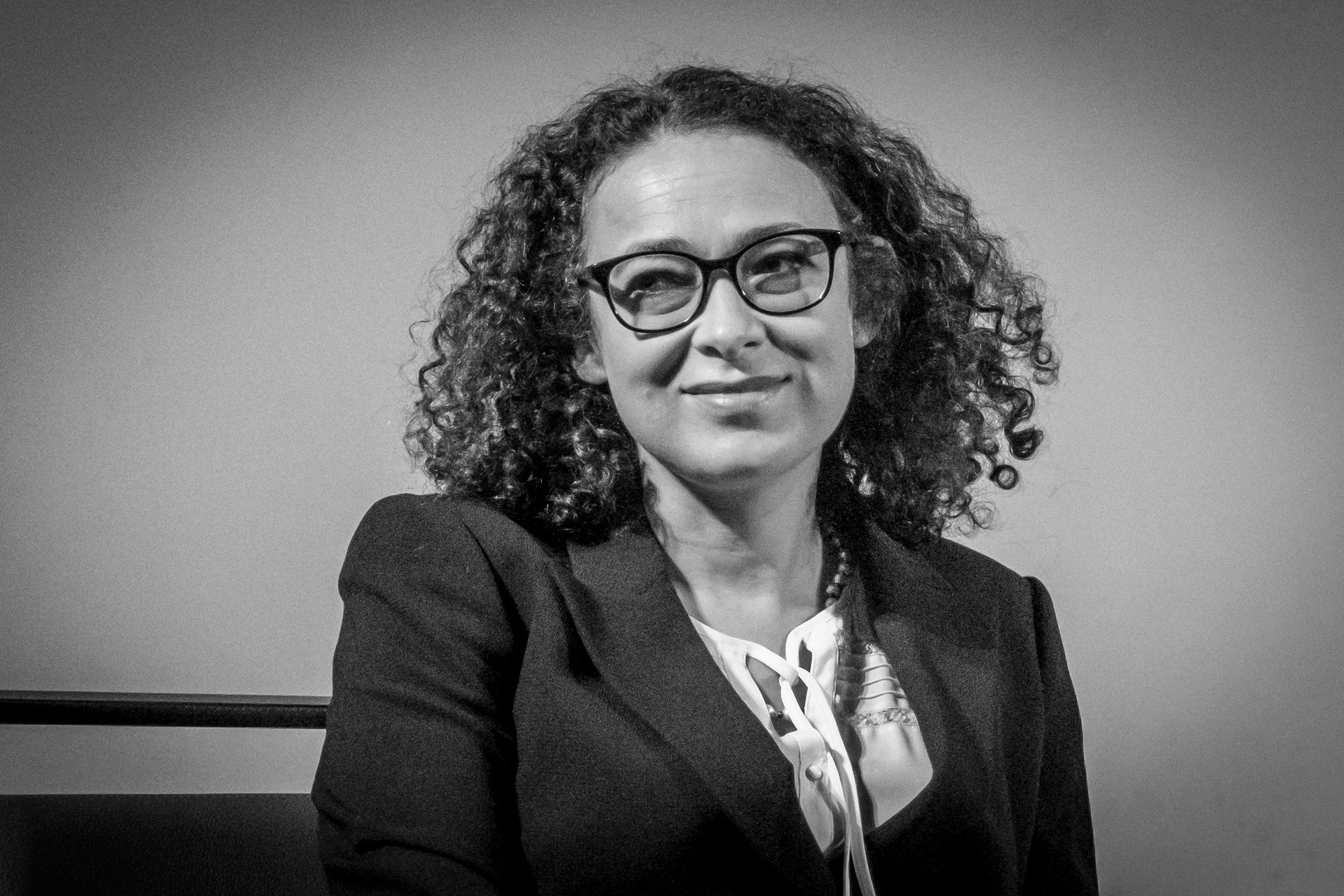
Delphine Horvilleur (2019)

Delphine Horvilleur (geboren am 8. November 1974 in Nancy) ist eine französische Autorin und Rabbinerin der Jüdisch-liberalen Bewegung Frankreichs (französisch Mouvement juif libéral de France). Sie ist Chefredakteurin der Zeitschrift Tenou'a. Sie ist in Frankreich als öffentliche Intellektuelle anerkannt.

## Leben
Delphine Horvilleur wurde im Jahr 1974 in Nancy geboren. Väterlicherseits stammt ihre Familie aus Elsaß-Lothringen, während die Familie ihrer Mutter aus dem Gebiet der Karpaten kommt und nach dem Zweiten Weltkrieg als Überlebende der Schoa nach Frankreich emigrierte.
Nach dem Schulbesuch in Frankreich nahm sie ein Medizinstudium an der Hebräischen Universität von Jerusalem in Israel auf, welches sie allerdings nicht abschloss. Sie kehrte daraufhin nach Frankreich zurück, arbeitete als Model und begann ein Studium des Journalismus an der École des hautes études en sciences de l’information et de la communication (Celsa) in Paris.
Daraufhin arbeitete sie zwischen 2000 und 2003 als Journalistin beim Sender France 2 in Paris. Bis im Jahr 2008 war sie für den Sender ebenfalls in Jerusalem und New York City tätig. Währenddessen begann sie auch eine Rabbiner-Ausbildung am Hebrew Union College, woraufhin sie im Jahr 2008 zur Rabbinerin der jüdisch-liberalen Bewegung Frankreichs ordiniert wurde.
Sie lebt in Paris, gemeinsam mit ihrem Mann Ariel Weil, der dort Bürgermeister des 4. Arrondissements ist, und drei Kindern. 2024 nahm sie am Jerusalemer Literaturfestival teil. Im Nachgang der Ereignisse vom 7. Oktober 2023 sprach sie dort von einem für Israelis neuen Gefühl der Zerbrochenheit und einem neuen Gefühl, wie die Juden der Diaspora, in der Galut (hebräisch גלות) zu leben. Horvilleur beschäftigt sich in ihrem Schreiben vor allem auch mit ihrer Alltagserfahrung als Rabbinerin. Ihre Bücher über die Sterbebegleitung sind auf ein breites Interesse gestoßen. 
Horvilleur unterstreicht die Notwendigkeit, als Minderheit in der Französischen Republik auf die eigene Sicherheit bedacht zu sein und meint in einem Artikel: „Wenn wir uns nicht umeinander kümmern, wird sich auch niemand um uns kümmern.“ Mit Berufung auf Hillel sagt sie, dass das Schicksal von Juden durch ihre Erfahrung als Minderheit mit dem Schicksal der Verletzlichen und der Fremden immer verbunden sein wird. Die öffentliche Praxis, das Thema Juden für politische Zwecke zu instrumentalisieren oder die Juden als einheitlichen Block zu stilisieren, weist sie zurück.
Die Zeitung Haaretz berichtete am 16. Mai 2025 von Morddrohungen gegen Horvilleur in Frankreich im Zusammenhang mit ihren kritischen Aussagen über Israels Kriegsführung im Gazastreifen seit 2023. Sie sieht Israel im Jahr 2025 am Abgrund der politischen Katastrophe und des moralischen Bankrotts und beklagt das Leiden der Zivilbevölkerung im Gazastreifen, diese Position öffentlich zu beziehen, sei ihr zunächst nicht leicht gefallen.

## Ehrungen
- Im Jahr 2024 wurde sie gemeinsam mit Margot Friedländer mit dem Preis für Verständigung und Toleranz des Jüdischen Museums Berlin ausgezeichnet.[10]
- Die Serie Le Sens des choses (englisch erschienen als Reformed bei HBO Max) ist von ihrem Leben inspiriert.[9]

## Werke
- En tenue d’Ève : féminin, pudeur et judaïsme. Grasset, Paris 2013, ISBN 978-2-246-78745-7.
- Comment les rabbins font les enfants – sexe, transmission, identité dand le judaïsme. Grasset, Paris 2015, ISBN 978-2-246-85741-9.
- mit Rachid Benzine: Des mille et une façons d’être juif ou musulman. Seuil, Paris 2017, ISBN 978-2-02-134930-6
- Réflexions sur la question antisémite. Grasset, Paris 2019, ISBN 978-2-246-81552-5.[11]
  - Überlegungen zur Frage des Antisemitismus. Übersetzt von Nicola Denis,[12] Hanser, München 2020, ISBN 978-3-446-26596-7.
- Comprendre le monde. Bayard, Paris, 2020, ISBN 978-2-227-49799-3.
- Vivre avec nos morts – Petit traité de consolation. Grasset, Paris 2021, ISBN 978-2-246-82694-1.
  - Mit den Toten leben. Übersetzt von Nicola Denis. Hanser Literaturverlage, Berlin 2022, ISBN 978-3-446-27229-3.
- Il n’y a pas de Ajar – Monologue contre l’identité. Grasset, Paris 2022, ISBN 978-2-246-83156-3.
- Comment ça va pas ? Conversations après le 7 octobre. Grasset, Paris 2024, ISBN 978-2-246-83846-3.
  - Wie geht's? Miteinander sprechen nach dem 7. Oktober. Übersetzt von Nicola Denis. Hanser Verlag, Berlin 2024, ISBN 978-3-446-28174-5.
- Euh... Comment parler de la mort aux enfants. Bayard-Grasset, Paris 2025, ISBN 978-2-227-50326-7.